# Joseph Teltscher

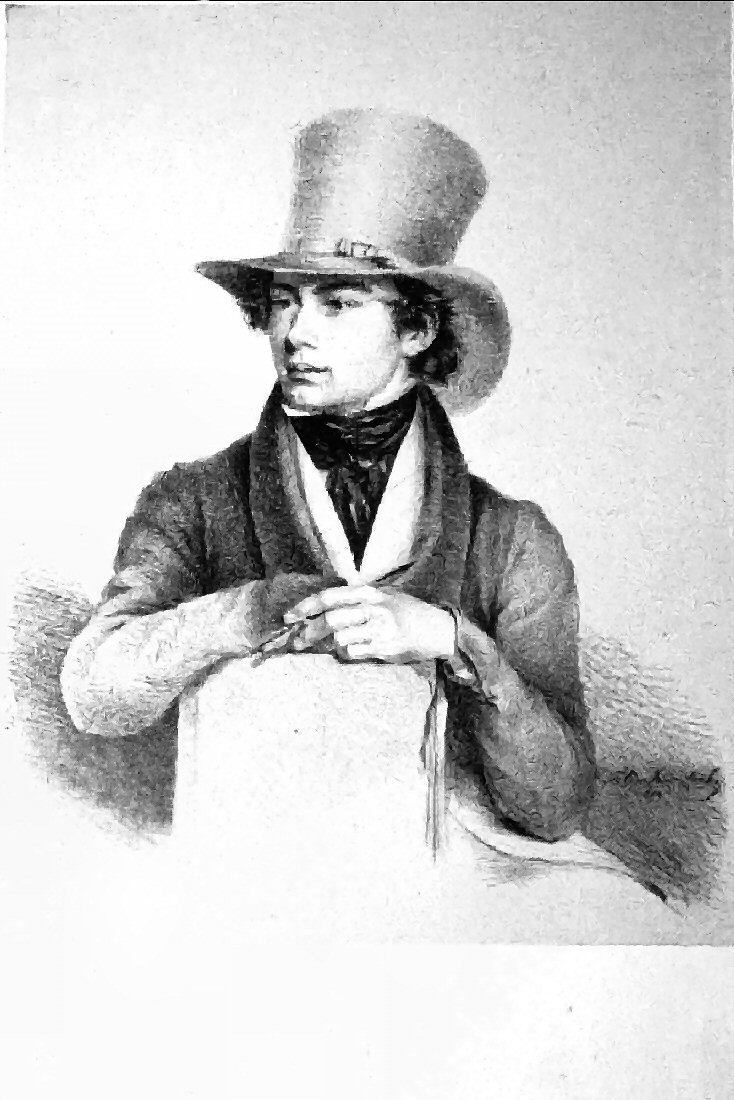
Joseph Teltscher, Selbstporträt, Lithografie 1825

Joseph Eduard Teltscher (* 15. Jänner 1801 in Prag; † 7. Juli 1837 in Piräus bei Athen) war ein österreichischer Maler und Lithograf.

## Leben
Teltscher wurde in Brünn und Wien als Lithograf ausgebildet. Ab 1823 war er Schüler der Wiener Akademie. Er war einer der ersten und hervorragendsten Porträtlithografen im Wien des Biedermeiers und befasste sich bereits vor Josef Kriehuber mit dieser neuen Technik.
Um 1830 hatte er in Graz eine besonders fruchtbare und erfolgreiche Schaffensperiode. Er stand Franz Schubert und dessen Freundeskreis nahe. Auch zeichnete er Ludwig van Beethoven auf dem Totenbett. Diese Blätter befanden sich, wie in Die Welt von Gestern beschrieben, im Besitz von Stefan Zweig und sind heute Eigentum der British Library.
1837 ertrank Teltscher auf einer Studienreise im Hafen von Piräus, als er einen Ertrinkenden retten wollte.